# .br
.br je národní doména nejvyššího řádu pro Brazílii. Doménu spravuje Brazilian Internet Steerring Committee (Comitê Gestor da Internet no Brasil). K registraci je nutná lokální kontaktní adresa, doménová jména mohou obsahovat znaky používané v Portugalštině.

## Domény druhé úrovně
- AGR.BR - Zemědělské společnosti a stránky o dané problematice
- AM.BR - Radiové stanice (AM)
- ART.BR - Umění, hudba atd.
- BLOG.BR - Blogy
- COOP.BR - Cooperatives
- COM.BR - Komerční weby
- EDU.BR - Vzdělávací instituce
- ESP.BR - Sporty
- FAR.BR - Lékárny
- FLOG.BR - Fotoblogy
- FM.BR - Radiové stanice (FM)
- G12.BR - Vzdělávací instituce K12
- GOV.BR - Vládní domény
- IMB.BR - Reality
- IND.BR - Průmysl
- INF.BR - Média and informace
- MIL.BR - Brazilská armáda
- NET.BR - Exclusively for providers of physical communication means, legally habilitated for the prestation of public telecommunication services
- ORG.BR - Neziskové nevládní organizace
- PSI.BR - Poskytovatelé online služeb
- REC.BR - Rekreace, zábava, hry atd.
- SRV.BR - Služby
- TMP.BR - Dočasné události
- TUR.BR - Turismus
- TV.BR - Rozhlasové a televizní vysílání
- VLOG.BR - Videoblogy
- WIKI.BR - Wiki
- ETC.BR - Ti co se nevešli do jiných kategorií
- ADM.BR - Administrators
- ADV.BR - Právníci
- ARQ.BR - Architekti
- ATO.BR - Herci
- BIO.BR - Biologové
- BMD.BR - Biomedici
- CIM.BR - Makléři
- CNG.BR - Scénografové
- CNT.BR - Účetní
- ECN.BR - Ekonomové
- ENG.BR - Technici
- ETI.BR - I.T. Specialisté
- FND.BR - Phonoaudiologisté
- FOT.BR - Photografové
- FST.BR - Physiotherapeuti
- GGF.BR - Geografové
- JOR.BR - Novináři
- LEL.BR - Dražitelé
- MAT.BR - Mathematicians and Statisticians
- MED.BR - Lékaři
- MUS.BR - Hudebníci
- NOT.BR - Notáři
- NTR.BR - Nutritionists
- ODO.BR - Zubaři
- PPG.BR - Publicity specialists and Marketeers
- PRO.BR - Učitelé
- PSC.BR - Psychologové
- QSL.BR - Radioamatéři
- SLG.BR - Sociologové
- TRD.BR - Překladatelé
- VET.BR - Zvěrolékaři
- ZLG.BR - Zoologové
- NOM.BR - Lidé